# IC 2387
IC 2387 је спирална галаксија у сазвјежђу Рак која се налази на листи објеката дубоког неба у Индекс каталогу.
Деклинација објекта је + 30° 47' 54" а ректасцензија 8h 38m 33,9s. Привидна величина (магнитуда) објекта IC 2387 износи 14,1 а фотографска магнитуда 14,8. Налази се на удаљености од 98,537 милиона парсека од Сунца. IC 2387 је још познат и под ознакама UGC 4511, MCG 5-21-3, CGCG 150-13, IRAS 08354+3058, PGC 24299.